# Robert Charles Dallas
Robert Charles Dallas (Londres, 16 octobre 1756-25 décembre 1824), est un écrivain, juge et homme politique britannique.

## Biographie
Il étudie le droit à Londres puis exerça en France et aux États-Unis avant de s'installer en Angleterre où il devint l'ami puis le biographe de lord Byron.
On lui doit des traductions en anglais d'ouvrages français et des romans.